# 齊格萊滕巴赫河
49°10′49″N 10°49′32″E / 49.18040°N 10.82549°E
齊格萊滕巴赫河是德國的河流，位於該國東南部，由巴伐利亞負責管轄，屬於埃爾巴赫河的左支流，河道全長3.7公里，流經魏森堡-貢岑豪森縣。